# Tournoi de tennis d'Indian Wells (ATP 2020)
Cet article traite du tournoi masculin, pour l'édition féminine voir Tournoi de tennis d'Indian Wells (WTA 2020).
Pour un article plus général, voir Tournoi de tennis d'Indian Wells.
L'édition masculine 2020 du tournoi de tennis d'Indian Wells devait se dérouler en mars 2020 sur dur en extérieur. Elle a été annulée en raison de la pandémie de Covid-19. 

## Faits marquants

### Annulation
À la suite de la confirmation d'un cas de coronavirus dans la vallée de Coachella, où se déroule le 1er Masters 1000 de la saison à Indian Wells, le département de santé publique américain déclare une urgence de santé publique. La direction du tournoi décide donc d'annuler l'édition 2020 à la suite de cet état d'urgence,.